# Landesbruderrat
Landesbruderrat (resp. v mn. č. Landesbruderräte, česky regionální či zemská bratrská rada) byla v době národně-socialistické éry v Německu grémia tvořená členy tehdejších vyznávajících církví v rámci tzv. zničených protestantských církví (resp. církevních provincií Staropruské unie).
Každá z těchto církví vysílala svého zástupce do Říšské bratrské rady a na příslušných grémiích tvořily kounity až po nejníže postavené bratrské rady.